# Eubuleus

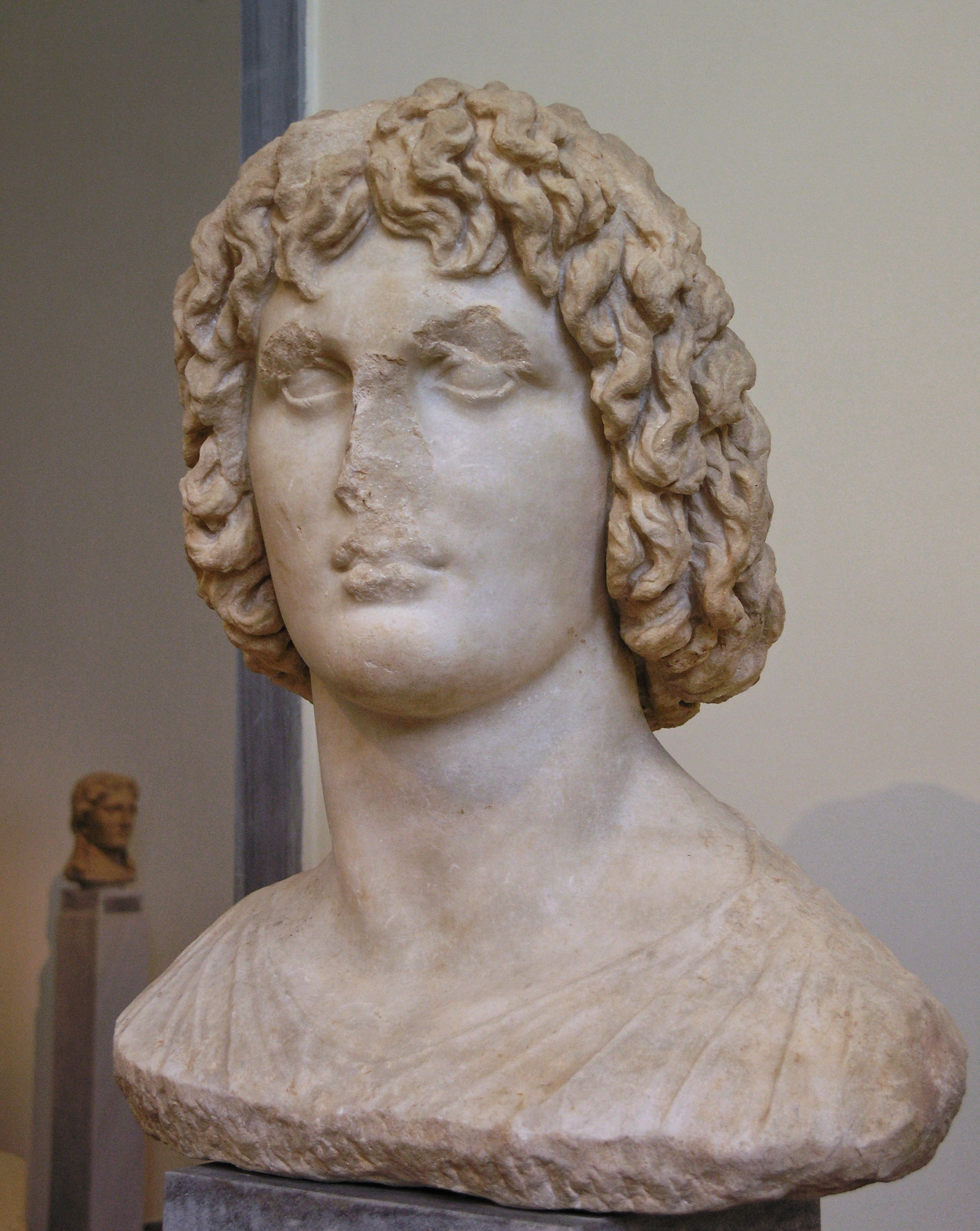
„Kopf des Eubuleus“ (Marmorplastik aus Eleusis)

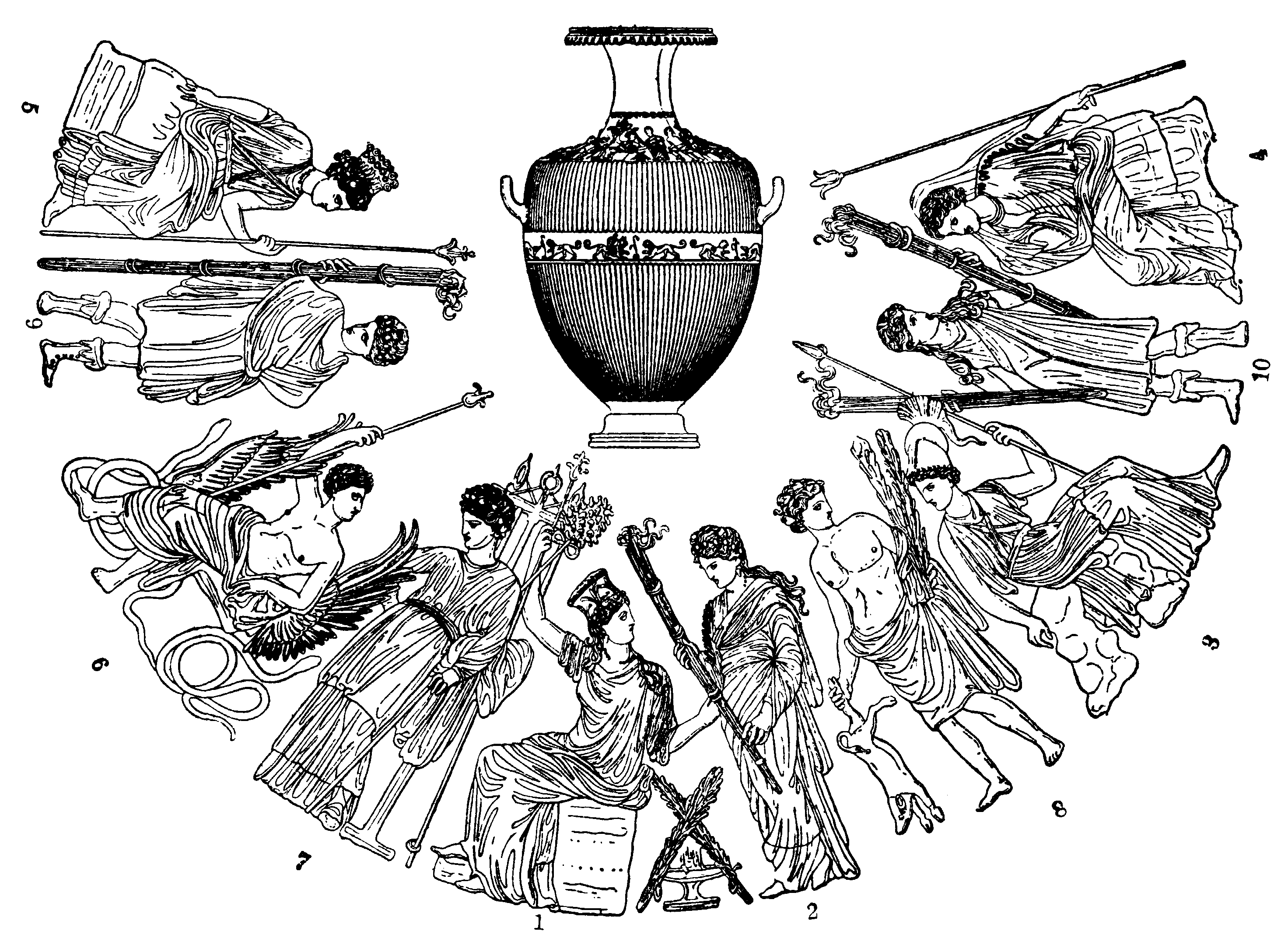
Umzeichnung der Figuren der Regina Vasorum. Eubuleus wird als die Figur in Position 10 identifiziert.

Eubuleus (altgriechisch Εὐβουλεύς Eubouleús, deutsch ‚der gute Berater‘) ist eine eng mit den Mysterien von Eleusis verknüpfte Gestalt der griechischen Mythologie, deren Umrisse unklar bleiben. Sein Name erscheint in unterschiedlichen Schreibungen (Eubuleus, Euboulos, Eubouleos und Eubolos) sowohl in antiken Texten als auch auf den sogenannten Orphischen Goldblättchen, wobei nicht klar ist, ob die verschiedenen Namen verschiedene Gestalten bezeichnen oder nicht. Das wird bereits im Orphischen Hymnus angesprochen:
Ich rufe Dich… vielnamiger Eubuleus, der den belaubten Stab trägt.
An anderer Stelle in den orphischen Hymnen dagegen erscheint Eubulos als Beiname des Hades und bei Diodor als ein Beiname des Zeus. Cicero schließlich nennt Eubuleus neben Tritopatreus und Dionysos als einen der ersten Dioskuren, Kindern des ältesten Jupiter und der Proserpina.
Eubulos soll aber auch ein Sohn der Demeter und Vater der Karme, der Mutter der Britomartis sein. Nach Pausanias dagegen ist er ein Sohn des Karmenor, des Vaters der eben erwähnten Karme. An anderer Stelle bei Pausanias wird Trochilos, ein aus Argos nach Eleusis geflohener Priester, dort zum Vater von Eubuleus und Triptolemos. Und unmittelbar anschließend gibt Pausanias noch eine orphische Tradition wieder, nach der Eubuleus und Triptolemos die Söhne von Dysaules waren.
Soweit weisen all diese Epiklesen und Genealogien keinen direkten Bezug zum Kultgeschehen in Eleusis auf. Eine mögliche Beziehung erscheint in einem Mythos, in dem der Ursprung des bei den Thesmophorien geübten Kultbrauchs, Schweine in eine Grube zu werfen und die Reste später darzubringen, auf einen Schweinehirten namens Eubuleus zurückgeführt wird, dessen Herde bei der Entführung der Persephone teilweise mit hinabgerissen wurde, als Hades den Schlund der Unterwelt für seinen Wagen öffnete.
In der Ikonographie erscheint Eubuleus als eine Fackel tragender Jüngling mit gelocktem Haar, so beispielsweise auf der sogenannten Regina Vasorum, einer Hydria des 4. Jahrhunderts mit Darstellungen eleusinischer Gottheiten. Die Praxiteles zugeschriebene, als „Kopf des Eubuleus“ bekannte Marmorplastik des 4. Jahrhunderts wurde zwar im Plutonion von Eleusis gefunden, heute vermutet man jedoch, dass sie Alexander den Großen darstellt.